# Kronhusgatubron

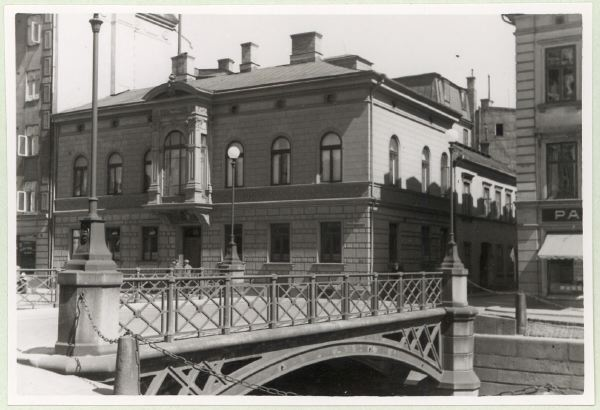
Kronhusgatubron och Östra Hamngatan 16 – Kronhusgatan 18. Bildsamlingen vid Göteborgs stadsmuseum.

Kronhusgatubron var en järnbro byggd 1862 över Östra Hamnkanalen i linje med Kronhusgatan i Göteborg. Bron, som ersatte en äldre välvd stenbro på samma plats, knöt samman den västra delen av Östra Hamngatan med den östra och fick sitt namn 1883. Järnbron raserades i samband med att kanalen fylldes igen 1936 och såldes för sitt materialvärde till en skrothandlare.